# Planetă pitică

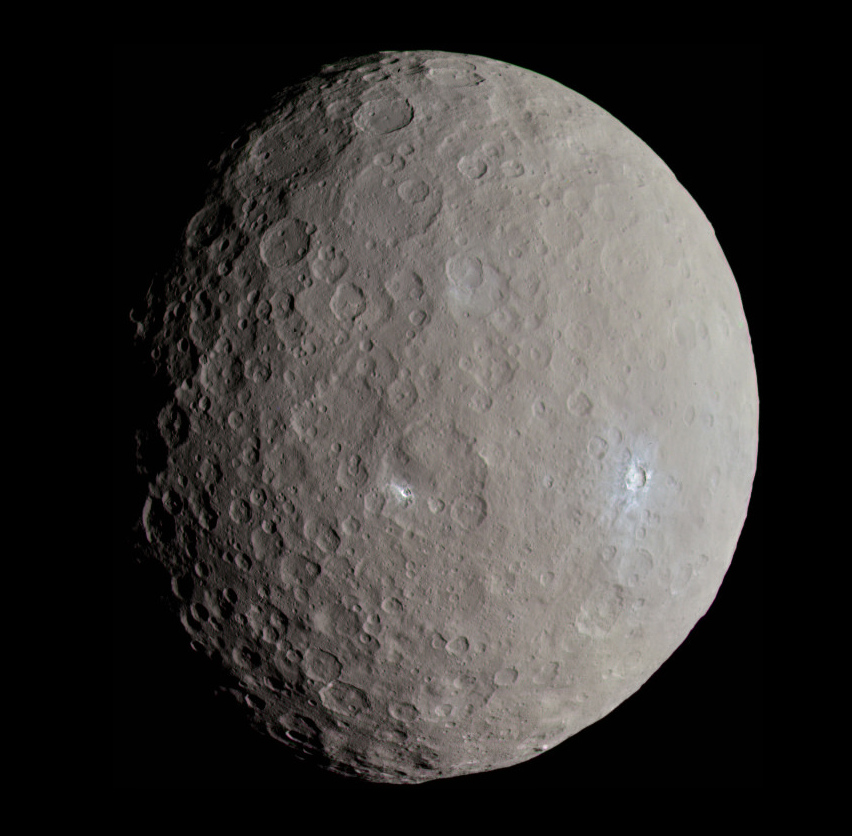
Asteroid (1) Ceres

O planetă pitică (engleză dwarf planet) este o categorie de corpuri cerești definită într-o rezoluție a Uniunii Astronomice Internaționale pe 24 august 2006. Mai exact, UAI afirmă că o planetă pitică este „un corp ceresc care (a) orbitează în jurul Soarelui, (b) are o masă suficientă pentru ca forțele sale gravitaționale să depășească forțele de coeziune ale corpului solid și îl menține în echilibru hidrostatic, într-o formă aproape sferică, (c) nu a eliminat toate corpurile din vecinătatea orbitei sale, (d) nu este un satelit.”

## Pluto

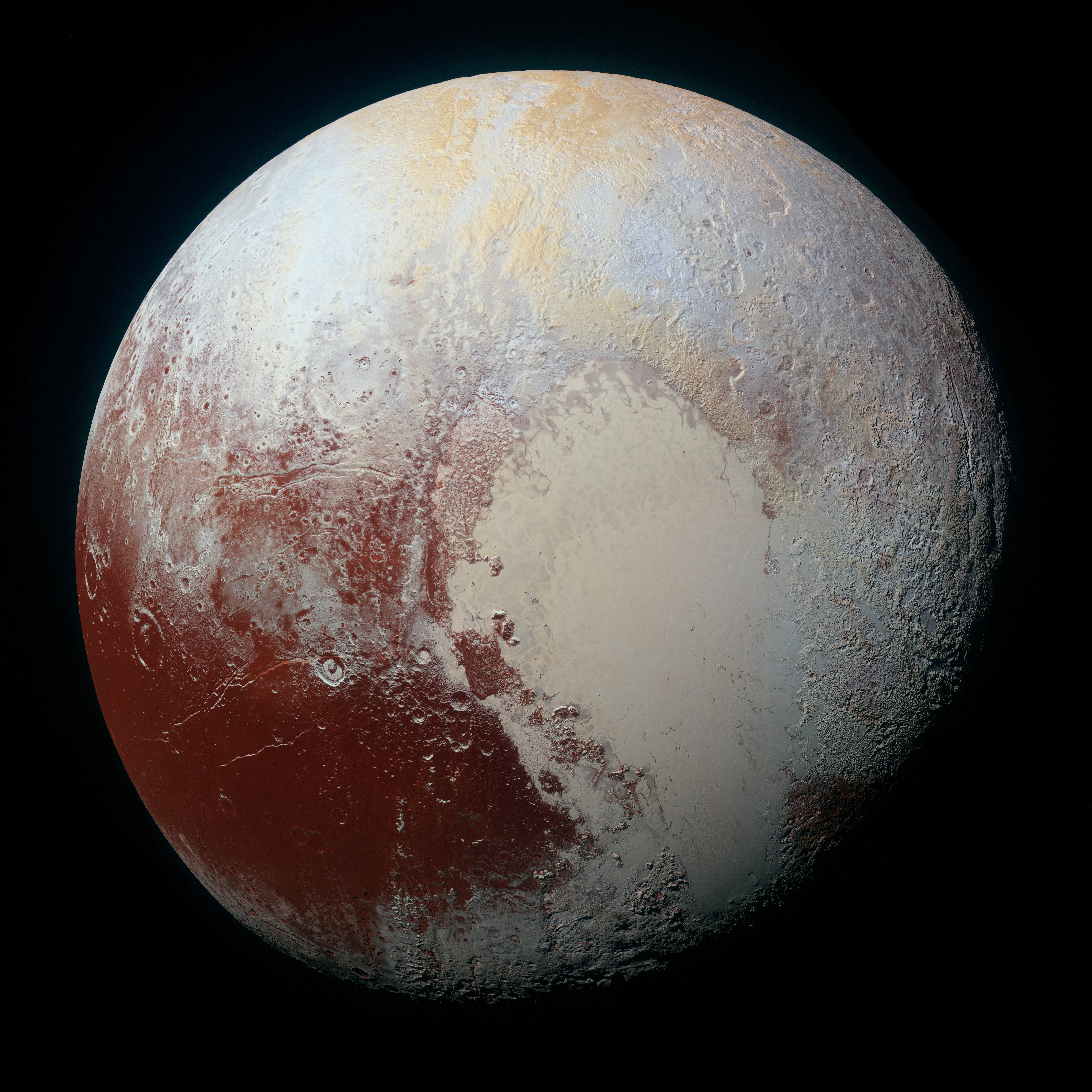
Planeta pitică Pluto. Imagine de înaltă definiție care utilizează culori ameliorate (combinație de imagini albastre, roșii și infraroșii), 14 iulie 2015.

Când și după ce a fost descoperită planeta Pluto, se credea că aceasta este o planetă. Însă, ținându-se cont de caracteristicile unei planete pitice, s-a constatat că Pluto este o planetă pitică deoarece masa sa este relativ mică față de celelalte planete propriu-zise din Sistemul Solar.

## Alte planete pitice
UAI a identificat mai multe corpuri cerești care au primit statutul de planetă pitică, printre care: Ceres, Pluto, Haumea, Makemake și Eris.